# Whiskey in the Jar

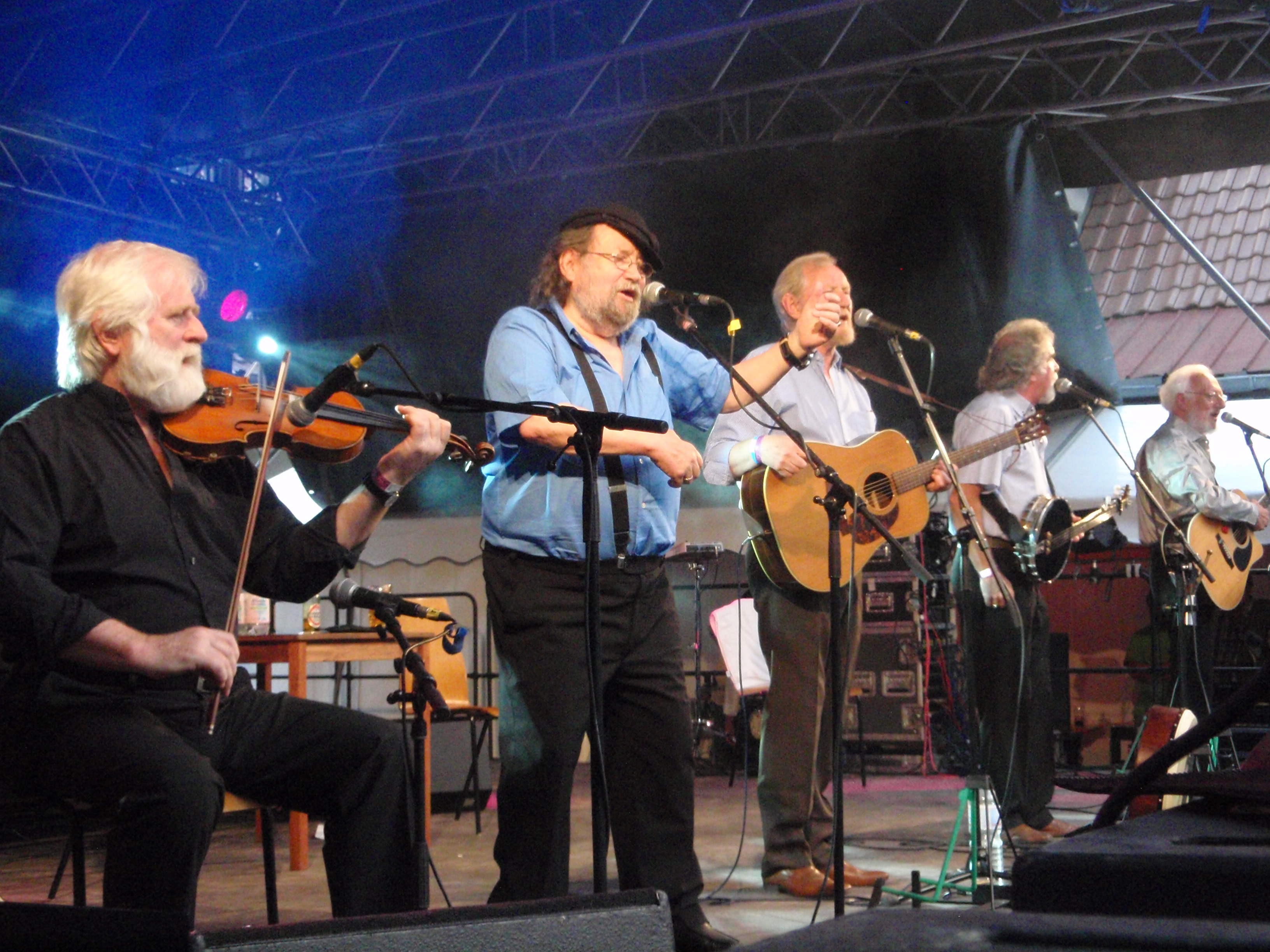
The Dubliners

Whiskey in the Jar est une célèbre chanson traditionnelle irlandaise. Elle parle d'un bandit de grand chemin officiant dans les montagnes des comtés de Cork et de Kerry qui est trahi par celle qu'il aime. Il s'agit de la chanson irlandaise la plus jouée dans le monde. Des groupes tels que The Dubliners, The Pogues et Peter, Paul and Mary, entre autres, l'ont enregistrée sur l'un de leurs albums. Cette chanson fut aussi réécrite dans une version rock par le groupe irlandais Thin Lizzy, laquelle version fut ensuite reprise par U2, Jerry Garcia, Pulp, Metallica et Nolwenn Leroy.

## Histoire de la chanson
Les origines exactes de cette chanson restent inconnues, mais la mention d'une rapière indique que les paroles datent au moins de la fin du XVIIIe siècle. Dans au moins une version, la rapière est remplacée par un sabre. Également, le terme rapier peut être une déformation de rapaire (laquelle est une sorte de pique, en gaélique irlandais) et le highwayman (bandit de grand chemin) serait alors un rapparee, sorte de soldat irrégulier irlandais des XVIIe et XVIIIe siècles.
Dans son livre The Folk Songs of North America, Alan Lomax suggère que la chanson date du XVIIe siècle, s'appuyant sur les similarités entre Whiskey in the Jar et l’Opéra des gueux de John Gay, qui date de 1728. Lomax pousse sa suggestion plus loin en affirmant que l'opéra de John Gay s'inspire en fait de Whiskey in the Jar, ce qui refléterait une grande popularité de cette dernière dans le monde celtique de l'époque. Selon Lomax, « [dans] le folklore du XVIIe siècle, les Britanniques aiment et admirent leurs bandits de grand chemin locaux ; et en Irlande (ou en Écosse) où les gentilshommes des routes volent les seigneurs anglais, ils sont vus comme des patriotes. C'est ce type de sentiments qui a inspiré cette balade exubérante »,. Cette affirmation met en avant le fait que Whiskey in the Jar reprend un thème à la Robin des Bois, mis à part que le bandit de la chanson ne redistribue pas son butin aux pauvres.
La chanson fut aussi extrêmement appréciée au temps de l'Amérique coloniale, pour son attitude irrévérencieuse envers les officiers britanniques. Certaines versions américaines mettent d'ailleurs en scène des personnages américains, comme celle du Massachusetts, qui traite d'un soldat américain d'origine irlandaise, Alan McCollister, condamné à mort pour avoir détroussé un officier anglais.

## L'histoire contée
Whiskey in the Jar est le conte d'un bandit de grand chemin qui, après avoir volé un officier militaire ou gouvernemental corrompu (« for you are a bold deceiver »), est trompé par une femme prénommée Jenny ou Molly ; dont le statut de femme ou de bien-aimée du protagoniste n'est pas clair. Plusieurs versions de la chanson prennent place à Kerry, Kilmagenny, Cork, Gilgarra Mountain, Sligo ou dans d'autres localités d'Irlande. Habituellement, le narrateur de la chanson ne se nomme pas, laissant ainsi le privilège d'être personnifié aux seuls officiers anglo-irlandais (Captain Farrell/Colonel Pepper) et femme ayant trompé le bandit (Jenny/Molly). Aucun de ces deux personnages n'aident d'ailleurs à dater la chanson. Dans certaines versions, le narrateur reste emprisonné pour son crime tandis que dans d'autres il s'échappe et fuit pour poursuivre son amour de la « belle vie ».

## Paroles
Il existe plusieurs versions des paroles.

### Version traditionnelle, Gilgarry Mountain
As I was a going over Gillgarry Mountain,
I spied Colonel Farrell and his money he was countin'.
First I drew me pistol and then I drew me rapier,
Sayin' stand and deliver for I am your bold receiver.
:Well shirigim duraham da
Wack fall the daddy oh, 
wack fall the daddy oh
There's whiskey in the jar.
:He counted out his money and it made a pretty penny,
I put it in me pocket to take home to darling' Jenny.
She sighed and swore she loved me and never would deceive me
But the devil take the women for they always lie so easy.
:I went into me chamber all for to take a slumber
To dream of gold and girls and of course it was no wonder.
Me Jenny took me charges and she filled them up with water,
Called on colonel Farrell to get ready for the slaughter.
:Next morning early before I rose to travel,
There came a band of footmen and likewise Colonel Farrell.
I goes to draw me pistol for she'd stole away me rapier,
but a prisoner I was taken I couldn't shoot the water.
:They put me into jail with a judge all a writin'
For robbing Colonel Farrell on Gilgarry Mountain.
But they didn't take me fists so I knocked the jailer down,
And bid a farewell to this tight fisted town.
:I'd like to find me brother the one that's in the army,
I don't know where he's stationed in Cork or in Killarney.
Together we'd go roving o'r the mountains of Killkenney,
And I swear he'd treat me better than me darling' sporting Jenny.
:There's some takes delight in the carriages and rolling,
Some takes delight in the hurley or the bowlin'.
But I takes delight in the juice of the barley,
Courting pretty maids in the morning oh so early.
Traduction libre :
Alors que j'allais sur la montagne de Gilgarry
J'ai vu le Colonel Farrell qui comptait son argent
J'ai d'abord sorti mon pistolet puis tiré ma rapière
En disant « la bourse ou la vie, car je suis votre créditeur »
Alors shirigim duraham da
Whack fall the daddy-o
Whack fall the daddy-o
Y'a du whiskey dans la cruche
Il a compté son argent et ça faisait une belle somme
Je l'ai mis dans ma poche et rapporté à ma Jenny chérie
Elle a soupiré et juré qu'elle m'aimait et ne me trahirait jamais
Mais au diable les femmes car elles mentent toujours si facilement
Je suis monté dans ma chambre pour faire un somme
Pour rêver d'argent et de filles et bien sûr ce n'est pas étonnant
Ma Jenny a pris mes cartouches et les a remplies d'eau
A appelé le Colonel Farrell pour qu'il soit prêt pour l'abattage
Tôt le lendemain matin avant que je me lève pour partir
Arriva une troupe de gendarmes et vraisemblablement le Colonel Farrell
Je pris mon pistolet car elle m'avait piqué ma rapière
Mais je fus fait prisonnier j'ai pas pu tirer avec l'eau
Ils m'ont mis en prison avec un juge qui a tout écrit
Pour avoir volé le Colonel Farrell sur la montagne de Gilgarry
Mais ils ne m'ont pas pris mes poings alors j'ai frappé le geôlier
Et fait mes adieux à cette ville de radins
J'aimerais retrouver mon frère, celui qui est à l'armée
Mais je ne sais pas où il est basé, à Cork ou à Killarney
Ensemble on irait bourlinguer sur les montagnes de Kilkenny
Et je suis certain qu'il me traitera mieux que ma bonne Jenny
Il y en a qui trouvent le plaisir à rouler dans des carosses
D'autres trouvent le plaisir dans le hurling ou le bowling
Mais moi je prends mon plaisir dans le jus de l'orge
Et à courtiser les jolies femmes de chambre au petit matin

### Version traditionnelle, Kilgarry Mountain
As I was a-walkin' 'round Kilgary Mountain
I met with Captain Pepper as his money he was countin'
I rattled my pistols and I drew forth my saber
Sayin', "Stand and deliver, for I am the bold deceiver"
Musha rig um du rum da
Whack fol the daddy o
Whack fol the daddy o
There's whiskey in the jar
The shinin' golden coins did look so bright and jolly
I took 'em with me home and I gave 'em to my Molly
She promised and she vowed that she never would deceive me
But the devil's in the women and they never can be easy
When I was awakened between six and seven
The guards were all around me in numbers odd and even
I flew to my pistols, but alas I was mistaken
For Molly's drawn my pistols and a prisoner I was taken
They put me into jail without judge or writin'
For robbing Colonel Pepper on Kilgary Mountain
But they didn't take my fists so I knocked the sentry down
And bid a fond farewell to the jail in Sligo town
Now some take delight in fishin' and in bowlin'
And others take delight in carriages a-rollin'
But I take delight in the juice of the barley
And courtin' pretty girls in the morning so early
Traduction libre :
Alors que je marchais autour de la montagne de Kilgarry
J'ai rencontré le capitaine Pepper qui comptait son argent
J'ai dégainé mon pistolet et tiré mon sabre
En disant « la bourse ou la vie, car je suis le voleur sans peur »
Musha rig um du rum da
Whack fol the daddy o
Whack fol the daddy o
Y'a du whiskey dans la cruche
Les pièces d'or étincelantes étaient si belles et brillantes
Je les ai rapportées à la maison et données à ma Molly
Elle promit et jura qu'elle ne me tromperait jamais
Mais le diable est dans la femme et on ne peut leur faire confiance
Quand je me suis réveillé entre six heures et sept heures
Les gardes étaient tout autour de moi en nombre pair et impair
J'ai sauté sur mes pistolets mais malheureusement j'ai été trompé
Car Molly avait volé mes pistolets et j'ai été fait prisonnier
Ils m'ont mis en prison sans juge ni condamnation
Pour avoir volé le capitaine Pepper sur la montagne de Kilgarry
Mais ils n'ont pas pris mes poings alors j'ai frappé la sentinelle
Et fait mes adieux à la prison de la ville de Sligo
Certains trouvent leur plaisir à la pêche ou aux quilles
D'autres prennent du plaisir à rouler dans des carrosses
Mais moi je prends mon plaisir au jus de l'orge
Et à courtiser les jolies filles au petit matin

### Autres versions
La version chantée par The Pogues et The Dubliners est très proche de la version des Gilgarry Mountains, avec le refrain de la version des Kilgarry Mountains, à quelques arrangements près portant principalement sur la formulation de chaque vers. La montagne du premier couplet devient cependant celle de Kerry, le colonel Farrell un capitaine, et l'antépénultième couplet est abandonné.
La version interprétée par Jerry Garcia (guitare acoustique, chant) et David Grisman (mandoline) reprend la version traditionnelle des Kilgarry Mountains.
D'autres versions existent, notamment celles interprétées par Motörhead et Metallica.
Nolwenn Leroy la reprend dans la réédition de Bretonne (album) en 2011. Pat O'May la reprend également en 2012 dans son album Celtic Wings.
Joe Dassin a interprété une version francophone de la chanson intitulée Mâche ta chique. Il existe également une chanson de variété française du début des années 1960 intitulée Le Whisky de Papa, interprétée par Frida Boccara dont les paroles n'ont rien à voir avec la traditionnelle chanson irlandaise mais qui en utilise la musique.. En 1973, une version fut également enregistrée par le groupe irlandais THIN LIZZY.